# GOOG-411
GOOG-411とは、米Google社が提供していた米国向けの電話番号案内サービス。2010年11月終了。

## 利用方法
音声による自動検索システム。米国の電話番号「1-800-GOOG-411（1-800-4664-411）」にかけると男性の機械音声に従い、目的の番号の場所や、目的のカテゴリーを告げ合致したものを音声で案内する。
なお自動で相手先に繋げる事も可能。また海外からも繋がるがサービスは米国内が対象地域となっている。

## 料金
全て無料である。